# Ångturbin

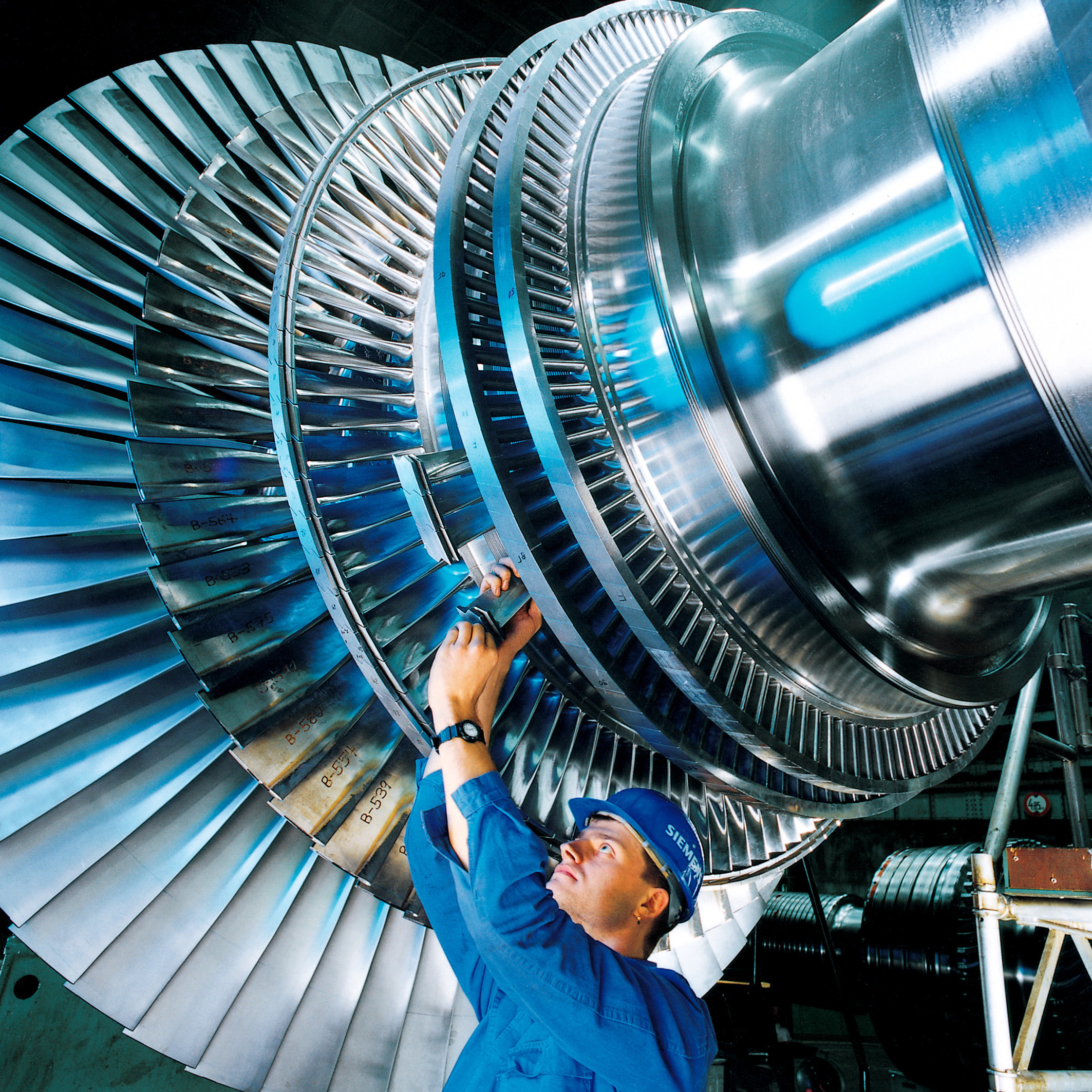
Rotor i en modern axialångturbin för drivning av elgeneratorer. (Siemens).

Ångturbin är en maskin som omvandlar den termiska energin och rörelseenergin i trycksatt vattenånga till en mekanisk rotationsrörelse. Uppfinnandet av ångturbinen i modern tappning har tillskrivits engelsmannen Charles Algernon Parsons 1884, som 1889 grundade C. A. Parsons & Co. i Newcastle (England) för att börja tillverka ångturbiner enligt hans koncept. De matematiska sambanden kring ångturbiner formulerades kring sekelskiftet 1900 av ingenjören Aurel Stodola (1859–1942), sedermera professor i strömningsmekanik, verksam vid Polytechnikum i Zürich.
Ångturbiner kännetecknas liksom andra ångmaskiner av yttre förbränning till skillnad från gasturbiner där förbränningen sker internt. Man skiljer mellan aktions- och reaktionsångturbiner. I aktionsångturbinen sker ångans expansion  huvudsakligen i fasta munstycken eller ledskenekanaler medan i reaktionsångturbinen expansionen till stor del sker även i de roterande skovelkanalerna.
Föregångaren till ångturbinen uppfanns redan 100 år f.Kr., men det var först under senare delen av 1800-talet som den började användas kommersiellt. Den ersatte snart ångmaskinen (definierad som en kolvmaskin med yttre förbränning), som hade betydligt sämre verkningsgrad (10% – 20%), och används idag främst i maskiner för produktion av elektrisk energi och för fartygsdrift. 
Ångturbinen tar vid där dieselmotorn inte räcker till med avgivna effekter i området från 1 MW upp till 1 800 MW (motsvarande 1 360 hk – 2 448 000 hk) och används framförallt i kraftverk för att driva el-generatorer. Ångturbiner i kraftverk för produktion av elektricitet där ångan genereras genom upphettning av vatten genom atomklyvning av uran eller förbränning av kol tillhör de mest avancerade formerna av ångturbiner med de högsta avgivna effekterna.

## Historia

### De första uppfinningarna

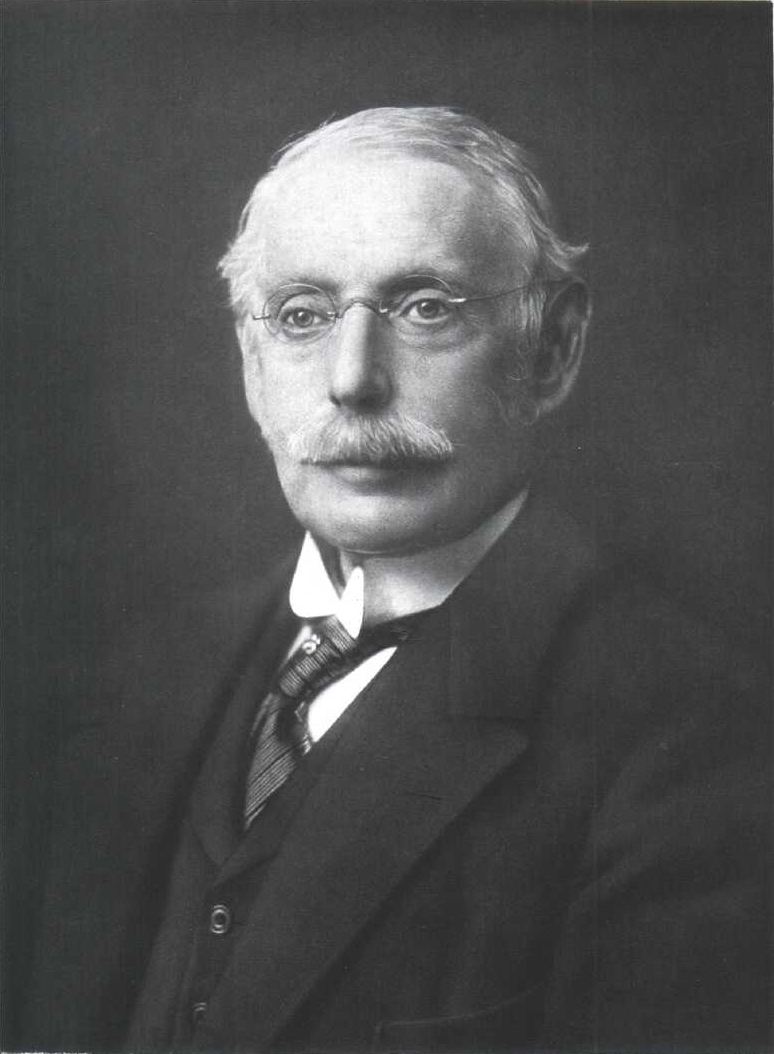
Uppfinningen av ångturbinen i modern tappning har tillskrivits Charles Parsons (1854-1931).

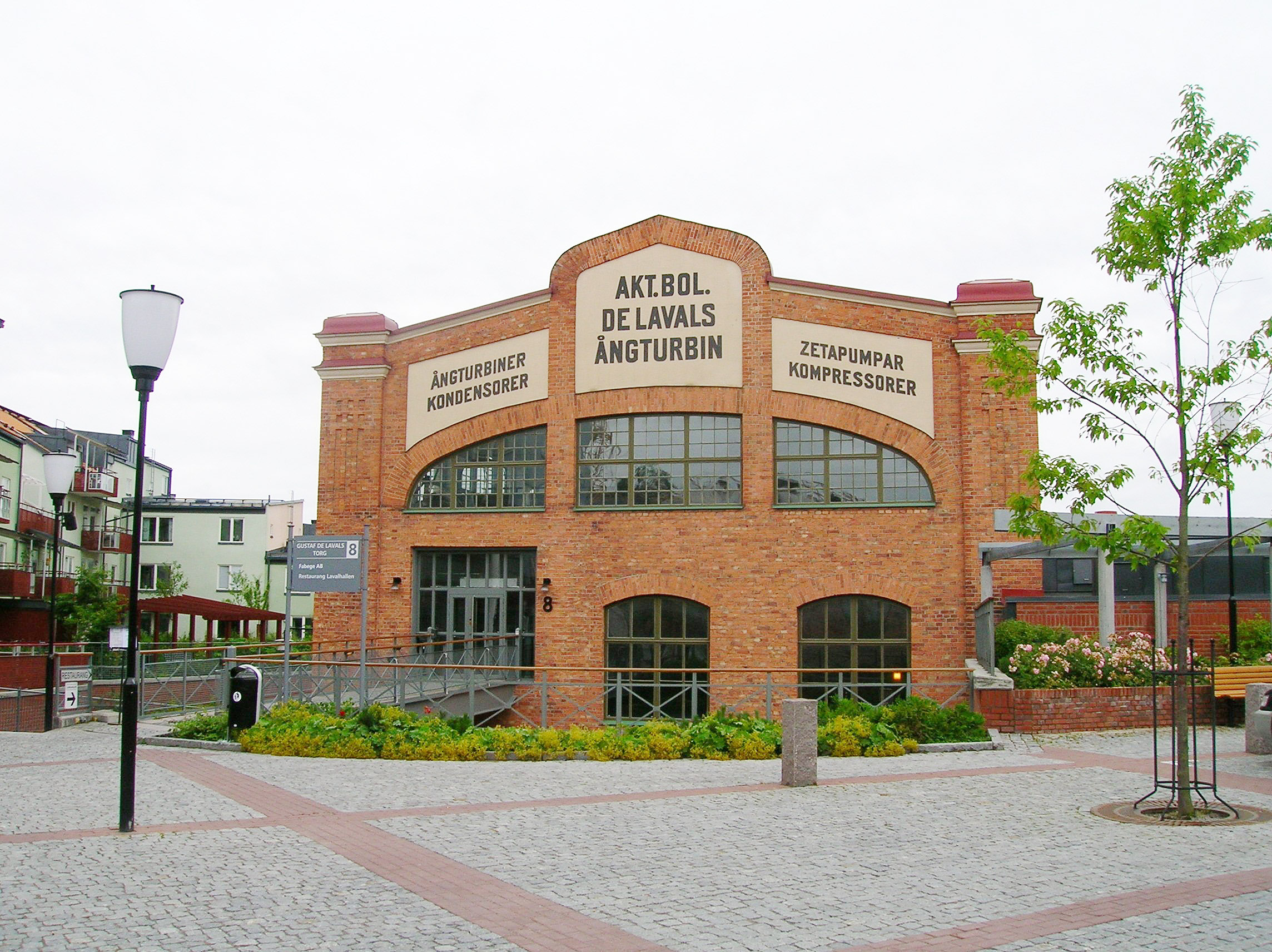
De Lavals ångturbinfabrik Järla Nacka, Stockholm.

Redan Heron beskrev omkring 100 f.Kr. en ihålig kula som var vridbart anordnad över ett kärl, vilket delvis var fyllt med vatten. Vid upphettning underifrån avgavs ånga under ett svagt övertryck. Denna ånga strömmade in i kulan och sedan ut genom två diametralt mot varandra placerade rör. Rörens mynningar var böjda så att den utströmmande ångan genom sin reaktionskraft alstrade ett vridningsmoment, vilket fick kulan att rotera. Trots att den aldrig kom till någon praktisk användning kan denna apparat betraktas som den första ångturbinen.
År 1629 konstruerade italienaren G. Branca en annan apparat bestående av ett ihåligt kärl delvis fyllt med vatten och försett med en trång öppning. Vid upphettning avdunstade vatten och den bildade ångan utströmmade genom öppningen, vilken var formad till ett munstycke. Den utströmmande ångstrålen träffade ett skovelhjul som sattes i rotation genom ångans stöt mot skovlarna. Även om denna apparat aldrig kunde användas för att alstra någon kraft, kan den betraktas som förebilden till aktionsångturbinen.

### Den snabba utvecklingen under industrialismen
Den första ångturbinen som användes kommersiellt utvecklades av den brittiske ingenjören Charles Algernon Parsons. Denna kom ut på marknaden år 1884. Parsonsturbinen är en kombination av en aktions- och en reaktionsturbin. Ångan expanderar nämligen såväl i ledskenorna som i skovlarna och utövar på grund av den vid den förra expansionen vunna hastigheten aktionsverkan på skovlarna. Det var denna typ av turbin som användes i världens första turbindrivna fartyg, Turbinia.
Den svenske uppfinnaren Gustaf de Laval konstruerade på 1870-talet en reaktionsångturbin av mycket enkelt slag för att driva de mjölkseparatorer han tidigare uppfunnit. Denna förbrukade emellertid mycket ånga och övergavs snart. De Laval vände sig sedan från reaktionsprincipen och konstruerade i slutet av 1880-talet sin första aktionsångturbin, som snart nog visade sig färdig för praktisk användning. I de Laval-turbinen, vilket denna typ fortfarande kallas, sker all expansion inuti munstyckena och ingen i skovlarna. Den är således en ren aktionsturbin.
På 1890- och 1900-talen började flera framstående konstruktörer och firmor att intressera sig för ångturbiner. Sålunda konstruerade fransmannen Auguste Rateau i Paris en ångturbin, bestående av ett flertal turbinhjul med en skovelserie per hjul och arbetande med successiv expansion och ren aktion. Turbinen hade till en början att kämpa med en del svårigheter, men vann betydande framgång, särskilt sedan firman Oerlikon modifierat den. Firman Escher Wyss i Zürich introducerade 1903 en ångturbin på marknaden, Zoelly-turbinen, uppkallad efter sin konstruktör. Denna är likaledes en aktionsturbin med successiv expansion och utmärks av synnerligen väl genomtänkta detaljer samt särskilt för sin strävan att minska antalet turbinhjul så långt som möjligt. Under det att Rateau i sina första turbiner använde ända upp till 36 stycken turbinhjul använde Zoelly endast 10. Därigenom vann ångturbinen i enkelhet och driftsäkerhet.
Den tyska firman AEG (Allgemeine Elektricitäts Gesellschaft) började efter en del egna mindre lyckade experiment att samarbeta med General Electric Co. i USA, som exploaterade Curtis-turbinen. AEG konstruerade om denna och lyckades skapa en ångturbintyp som vann stor framgång.
Omkring år 1905 började ångturbinen att utvecklas starkt, varefter de olika konstruktionerna alltmer började närma sig varandra.
Sedan den schweiziska firman Brown Boveri & Co. (sedermera ihopslagen med ASEA till ABB) börjat tillverka Parsonsturbinen, genomgick den samtidigt mycket viktiga och lyckade konstruktionsändringar. Den mest betydande ändringen var att den första delen av trumman ersattes med ett turbinhjul med två hastighetsserier. Brown-Boveriturbinen är således en kombinerad turbintyp i likhet med AEG-turbinen. Den skiljer sig därigenom, att turbinens senare del utgöres av Parsons reaktionstrumma.
Även företagen Sulzer, Tosi, Gebrüder Stork, Westinghouse, Allis-Chalmers m. fl. började tillverka ångturbiner. Även i Sverige vann ångturbinindustrin alltmer terräng. De Laval-turbinen i sin ursprungliga form hade problemet att dess effekt var relativt begränsad. AB De Laval började emellertid omkring 1905 konstruera ångturbiner för stora kraftbelopp, så kallade De Laval-multipelturbiner. Dessa arbetade i likhet med den ursprungliga de Laval-turbinen med ren aktion och utgjordes av ett antal turbinhjul, varav det första konstruerades med antingen en eller två skovelserier, de följande vanligen med en skovelserie.
Den slovakiske ingenjören Aurel Stodola (1859–1942) som verkade på den tekniska läroanstalten Polytechnikum i Zürich som professor i maskinkonstruktion (från 1892) ansågs vara ledande på området turbiner i början på 1900-talet och konsulterades av många ingenjörer när utvecklingen av ångturbiner tog fart i Europa, däribland Birger Ljungström när han tog fram sin dubbelrotorturbin som ledde fram till Ljungströmturbinen. Även Gustaf Dalén studerade Stodolas teorier om turbiner när han under ett år (1896-1897) efter sin civilingenjörsexamen i Sverige studerade vid Polytechnikum i Zürich.

### Överlägsen kolvångmaskinen

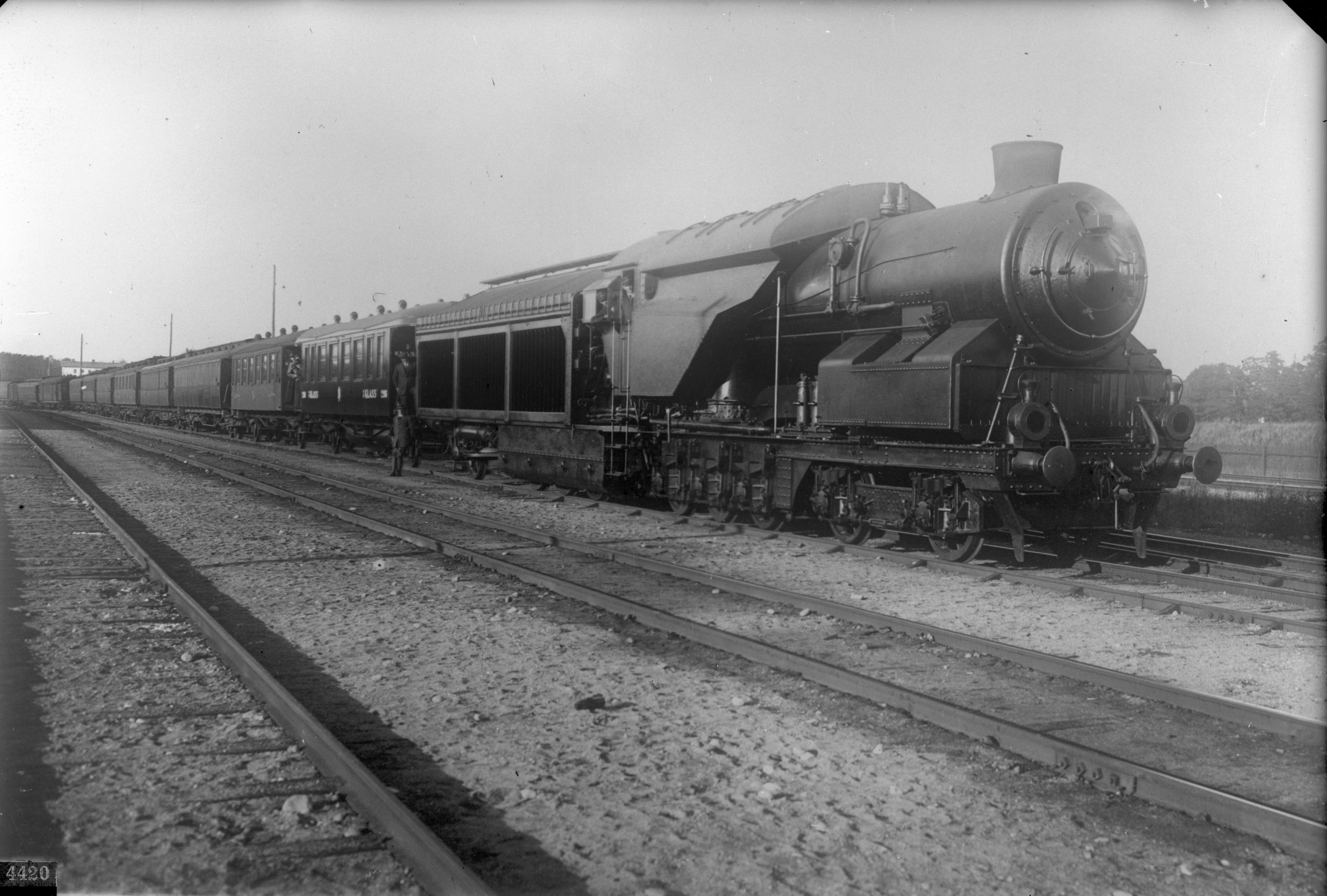
Ångturbinlokomotiv konstruerat av bröderna Birger och Fredrik Ljungström, byggt i prototypverkstaden i Gåshaga på Lidingö 1921.

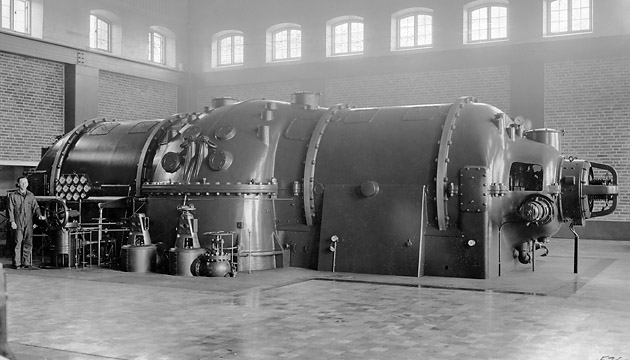
Ångturbindriven elgenerator för 50 MW avgiven elektrisk effekt, konstruerad efter principer av Birger och Fredrik Ljungström. Foto: STAL, Finspång, 1932.

Ångturbinen hade i början svårt att hävda sig mot den konventionella kolvångmaskinen som hade funnit många tillämpningar och förfinats under en lång tid, genom att ångturbinen hade väsentligt högre tillverkningskostnad och krav på mycket högre precision i tillverkningen genom små spel och höga varvtal. Emellertid gjorde sig ångturbinens fördelar snart gällande och man fick tillgång till nya avancerade verktygsmaskiner. Den var lättskött, tog mindre plats, hade en betydligt högre verkningsgrad och kunde enkelt anslutas till elektriska generatorer för produktion av elström. Elkraften var vid tiden runt 1920-25 i stark utveckling både industriellt, för järnvägsnät och för gatubelysning. Genom elkraftverkens starka utveckling ökades kraven successivt på allt effektstarkare enheter, där ångturbinen snart var det enda alternativet för de högre effektklasserna av generatorer. 
I början av 1900-talet fanns en praktisk begränsning i ångmaskinens maximalt avgivna effekt på cirka 6 000 hästkrafter (4400 kW) genom att maskiner över den effekten blev ofantligt klumpiga och drog stora mängder bränsle, medan ångturbinen i rimlig storlek kunde leverera över 50 000 hästkrafter (37 000 kW).[källa behövs]
Grundläggande för den kompakta konstruktionen av ångturbinen var att den arbetade med ett lågt avgivet moment men mycket högt varvtal, där ångmaskinen hade det motsatta förhållandet.. Genom användning av kuggväxlar kan turbinvarvtalet anpassas till den drivna enhetens nominella varvtalsområde. På grund av möjligheten till betydligt högre effekt, en väsenligt högre verkningsgrad och kompaktare konstruktioner hade ångturbiner redan omkring 1925 helt tagit över som kraftkälla i de större elkraftverken. Ångmaskiner användes trots detta under lång tid i mindre elkraftverk och för drivning av mindre maskiner i många tillämpningar genom den lägre investeringskostnaden.
Ångturbiner för drivning av koleldade lokomotiv som ersättning för de kolvångmaskinsdrivna lokomotiven började tillverkas i början på 1920-talet för att få fram lok med högre effekt, där bröderna Birger och Fredrik Ljungström var först i Sverige. De startade utvecklingen av egna lok i en prototypverkstad som de uppförde i Gåshaga på Lidingö omkring 1918, men sålde sen tillverkninglicenserna för sina lokomotiv till bland andra Nydqvist & Holm. Man kunde påvisa en 40 procent besparing av bränslet (kol), jämfört med kolvångmaskindrivna lokomotiv. Ångturbinerna i Ljungströms lokomotiv hade ett varvtal omkring 10 000 r/min med en avgiven effekt i storleksordningen 1 300-1 500 kW. I början av 1930-talet kom ångturbindrivna och kolvångmaskinsdrivna lokomotiv inom ett tiotal år att helt ersättas av elektriskt eller dieselelektriskt drivna lokomotiv.
Ångturbinen låg som grund till den senare gasturbinen och jetmotorn.

## Turbinprinciper

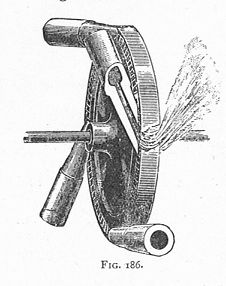
Gustaf de Lavals turbinsteg. Ett antal munstycken blåser ånga under högt tryck tangentiellt mot turbinhjules skovlar.

### Aktionsturbin
I aktionsturbiner sker ångans expansion endast i fasta kanaler. När ångan expanderar ökar dess hastighet och ångan blåses sedan på turbinhjulet vilket består av skovlar och fås att rotera.

### Reaktionsturbin
I reaktionsturbiner sker ångans expansion både i de fasta ledskenorna och i löphjulets skovelkanaler.

## Turbintyper
- De Laval-turbin
- Curtisturbin

### Parsonsturbin
Parsonsturbinen låter ångan expandera successivt i ett stort antal på varandra följande ledskene- och skovelkanaler. Den roterande delen utgörs av en trumma, på vilken ett antal skovelringar sitter. Mellan varje par skovelringar sitter en ring av stillastående ledskenor. Ångan strömmar under expansion genom dessa ledskene- och skovelkanaler, vilkas sektionsareor ökas, i den mån expansionen fortskrider. För att möta denna ökning ökas skovellängderna, skovelvinklarna liksom även trummans diameter.
Parsonsturbinen är inte en ren reaktionsturbin, utan en kombinerad aktions- och reaktionsturbin. Ångan expanderar nämligen såväl i ledskenorna som i skovlarna och utövar på grund av den vid den förra expansionen vunna hastigheten aktionsverkan på skovlarna. För att balansera det axialtryck, som uppstår på trumman, anbringas särskilda kolvar på densamma, vilka påverkas av motsvarande axialkrafter i motsatt riktning. En väsentlig fördel hos Parsonsturbinen låg däri, att kuggväxel ej erfordrades för turbinens direktkoppling till elektrisk generator, pump e.d. Genom expansionens uppdelning erhölls nämligen lägre ånghastigheter, vilka därför ej erfordrade så höga periferihastigheter som hos De Lavalturbinen. 

### Ljungströmturbin
Ljungströmsturbinen uppfanns av bröderna Birger och Fredrik Ljungström som 1908 grundade Aktiebolaget Ljungström Ångturbin (ALÅ) omkring de patent man fick ut på turbintypen. Den grundläggande idén till Ljungströmturbinen har tillskrivits Birger Ljungström som redan 1894 hade gjort de första utkasten.
Ljungströmturbinen är en radiell reaktionsturbin, som utmärks av att inte bara skovelringarna, utan även ledskeneringarna roterar, de senare i motsatt riktning mot de förra. Ångan leds in i turbinnavets centrum via sneda kanaler och strömmar sedan radiellt utåt under upprepad expansion i ledskenor och skovlar, vilka genom ångans omböjning samt kombinerade aktion och reaktion bringas i rotation. Turbinen byggs upp med ett stort antal så kallade skovelringar där skovlarna har en huvudsaklig utbredning i axiell riktning till skillnad från axialturbiner där skovlarna har en huvudsaklig utbredning i radiell riktning. Varannan skovelring är infäst i en skiva som roterar medurs och de andra skovelringarna i en skiva som roterar moturs. De två skivorna på vänster resp. höger sida om turbinens mittplan är infästa i de två utgående drivaxlarna. Sett mot den ena sidans utgående drivaxel, roterar således drivaxlarna åt motsatt håll, men sett mot axeltappen till de av turbinen drivna enheterna, vanligen el-generatorer, är det samma drivriktning, genom det spegelvända montaget. Radialturbinen är oftast kombinerad med ett slutsteg i form av en axialturbin monterad ytterst på resp. drivaxel. Ljungströms ångturbin utmärks för hög ekonomi, särskilt vid kondenseringsdrift.

## Användning

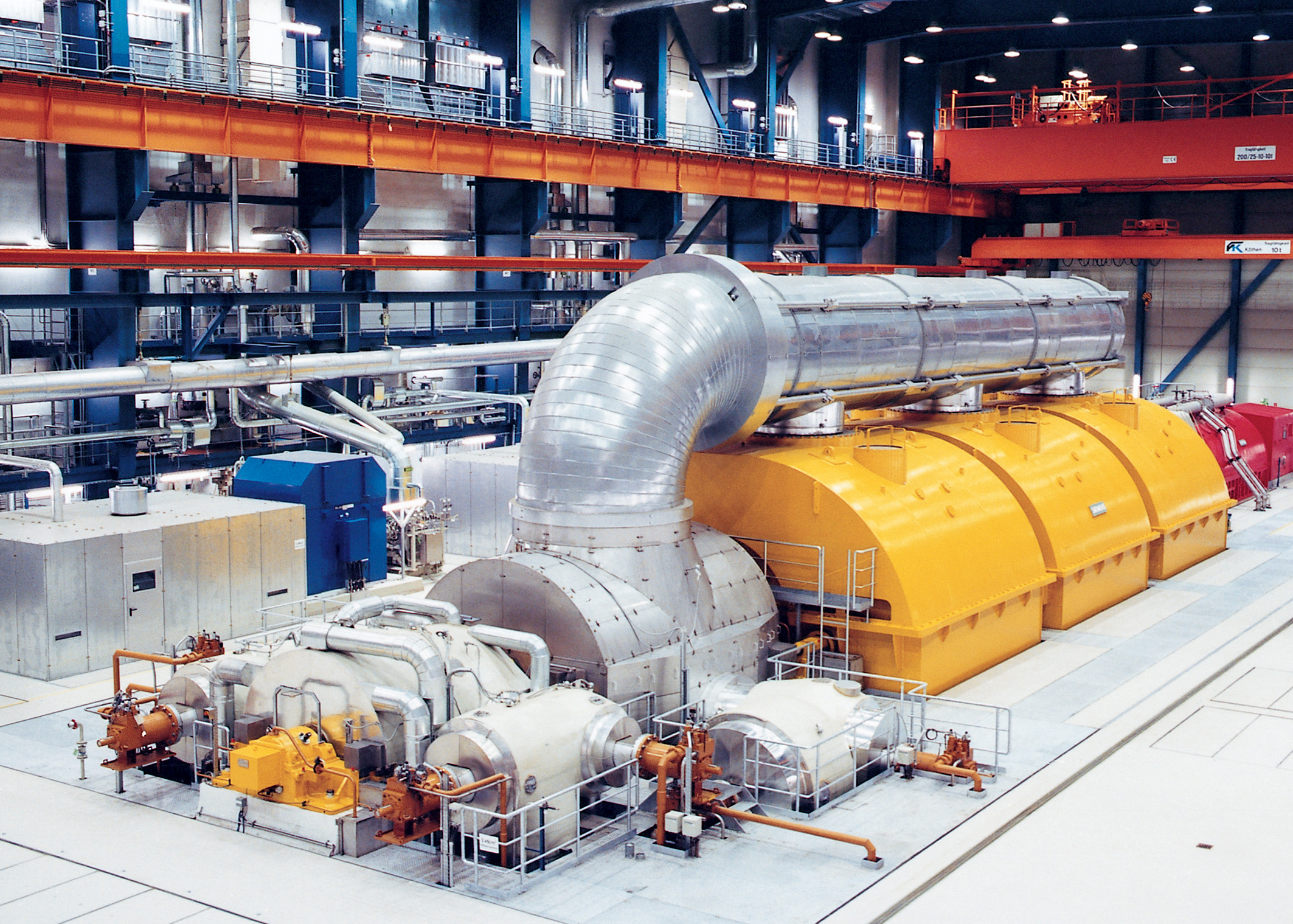
Ångturbin och generator i ett kraftverk

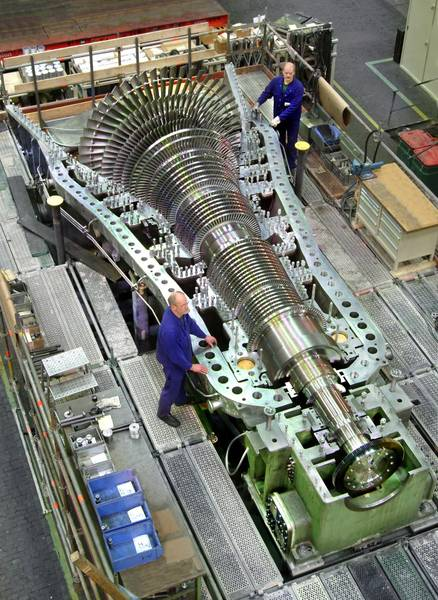
En ångturbin från MAN SE.

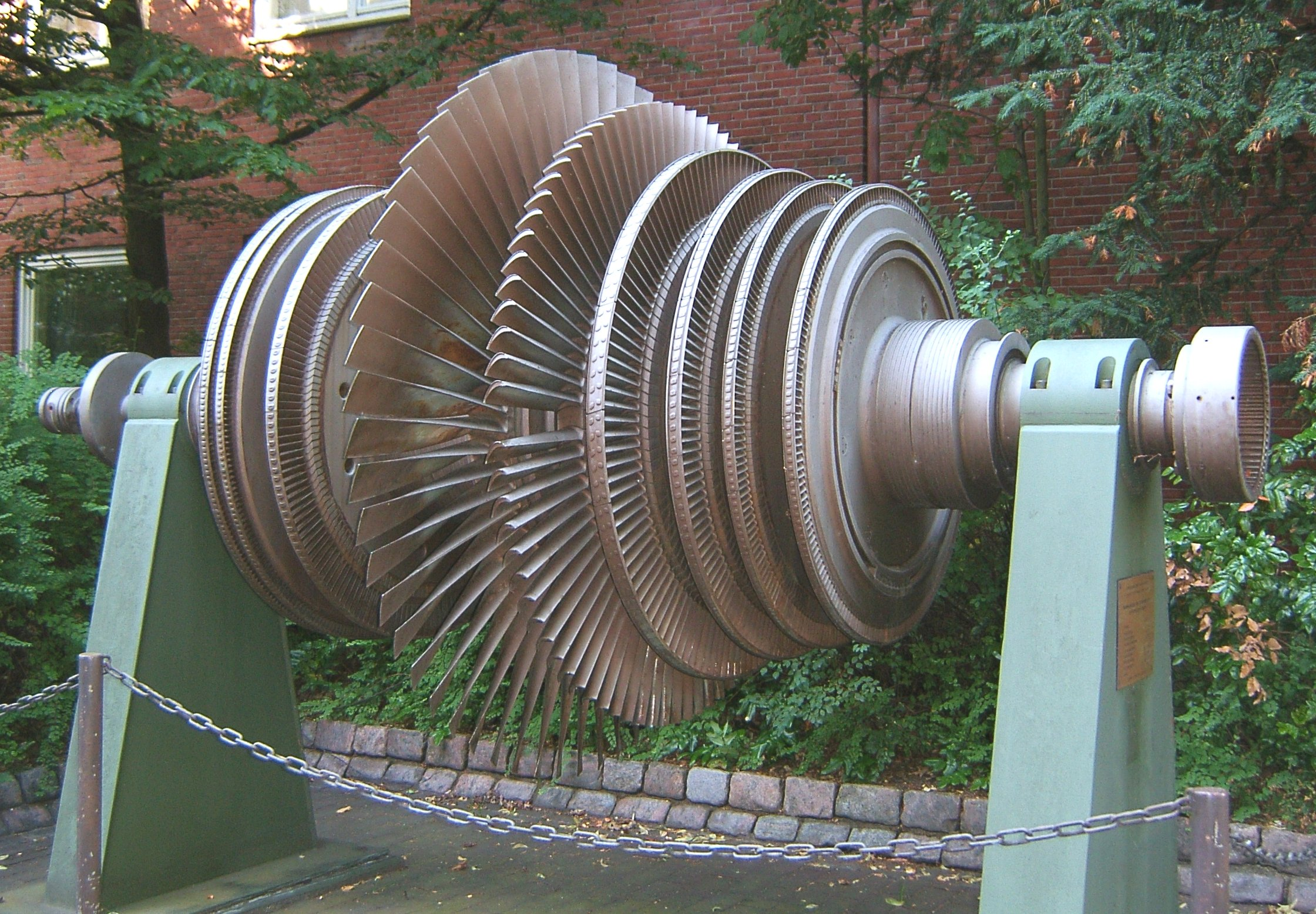
Axialångturbin för en tankfartyg från 1977 med avgiven effekt 23 500 kW. Fabrikat AEG.

### Elkraftsproduktion
När ångturbiner används för att generera växelström måste turbinens varvantal rätta sig efter den elektriska generatorn. Detta eftersom generatorns varvtal påverkar den frekvens som ges till nätet. I Europa används frekvensen 50 Hz, vilket innebär att hastigheten på generatorn får vara maximalt 3 000 varv per minut. För att köra turbiner så billigt som möjligt försöker man hålla varvantalet uppe så högt som möjligt, och ångturbinerna konstrueras därför för 3 000 varv per minut.

### Fartygsdrift
Ångturbinen används även för fartygsdrift. Redan i dess allra första utveckling försökte Parsons använda sin turbin som drivmotor i en liten båt. Den var endast om 10 hästkrafter och försedd med dubbelsidig kuggväxel till propelleraxlarna. 1897 byggde han emellertid det med ångturbiner (om 2 000 hkr) försedda försöksfartyget Turbinia om 44,8 ton och uppnådde därmed 34,5 knops fart. 1898 byggdes torpedjagaren Viper om 370 ton, 11 500 hkr samt 36 knop och sedan följde i England den ena jagaren efter den andra i allt snabbare följd.

#### Problematik
Den stora svårigheten vid fartygsdrift låg till en början i den bristande överensstämmelsen mellan ångturbinens och propelleraxelns ekonomiskt gynnsammaste varvtal. Ångturbinen bör helst arbeta med 2 000 - 5 000 varv per minut, medan propellerns varvtal inte bör vara högre än 80 varv per minut vid vanliga lastångare, och några få hundra varv vid mera snabbgående fartyg. Parsons såg till en början utvecklingen i en direktkoppling mellan turbin och propelleraxel. För att åstadkomma detta måste fordringarna på hög ekonomi för ångturbinen och hög propellerverkningsgrad starkt reduceras, medan det gemensamma varvtalet varken kunde passa ångturbinen eller propellern. För att i möjligaste grad minska denna olägenhet uppfann Parsons för fartyg med två eller flera propelleraxlar den så kallade seriekopplingen, det vill säga att ångan först arbetade i ångturbinen på till exempel mittaxeln, därefter i ångturbinen på babordsaxeln och slutligen i ångturbinen på styrbordsaxeln. I stället för att vid tre axlar ångan strömmade genom varje turbin parallellt så arbetade hela ångmängden genom samtliga turbiner, men i stället uppdelades tryckfallet i tre delar. Därigenom kunde de olika ångturbinerna konstrueras mera ekonomiskt för ett visst varvtal än med den vanliga anordningen. Seriekopplingen vann insteg på nästan alla under det första årtiondet byggda turbinfartygen. Den vanligaste anordningen med tre axlar var dock att ångan, sedan den arbetat i ångturbinen på mittaxeln, uppdelades i två lika strömmar, och halva ångmängden arbetade således i vardera av de båda sidoaxelturbinerna. Därigenom fick man bättre manöverfärdighet och enklare röranordningar.
En annan svårighet, framförallt hos örlogsfartyg, var att även om ekonomin vid maxfart blev god, så försämrades den väsentligt vid reducerad fart. Vanligen låg den marschfarten under halva maxfarten, och fartyget förbrukade därför vid denna endast en tiondel och mindre av maximieffekten. Samtidigt sjönk propellerns varvtal till under halva varvtalet vid forcering. Å andra sidan var fördelarna vid ångturbindrift stora; man uppnådde frihet från vibrationer, enklare och tryggare skötsel, inga varmgångar i lager m. m. Småningom lyckades Parsons förbättra ekonomin, särskilt vid marschfart, genom att före den normala ångturbinen koppla en så kallad kryssturbin, vilken konstruerades för den ångmängd, som erfordrades vid marschfart och därför var försedd med ganska trånga ledskene- och skovelkanaler. Sedan ångan expanderat till en viss grad i denna kryssturbin, fortsatte den sin vidare expansion genom de vanliga turbinerna fram till kondensorn. 
För handelsfartygen var frågan avsevärt svårare. Hög ångekonomi var där en mycket viktig fordran, och propellerns varvtal kunde inte uppdrivas närmelsevis så högt som vid örlogsfartyg. På grund av detta kunde ångturbinen till en början komma in på endast några kanalångare, som hade hög fart och därför kunde tillåta ett tämligen högt propellervarvtal utan alltför stora olägenheter. Även några snabbgående atlantångare (t. ex. Mauretania och Lusitania) utrustades med Parsonsturbiner. Man sökte genom kombination av ångmaskin och ångturbin uppnå bättre resultat. Medan ångturbinens styrka i allmänhet ligger på lågtrycksområdet, där inga läckningar har något inflytande, och ångmaskinens på högtrycksområdet, borde en kombination av en högtrycksångmaskin med en eller flera lågtrycksturbiner visa sig gynnsam. Flera dylika installationer gjordes med gott ekonomiskt resultat. Emellertid led denna anordning av vissa olägenheter, varför utvecklingen åt det hållet avstannade. För att en verkligt god lösning av detta ovanligt svåra problem skulle vinnas, måste något nytt komma till, och detta nya blev kuggväxeln.

#### Backning
En stor svårighet var backningen. Ångturbinen kunde endast arbeta i en riktning, och vridning av propellerbladen kunde vid denna tid inte användas vid större effekter. Den enda lösningen blev då att använda en särskild backturbin, och denna inbyggdes vanligen i framturbinens lågtrycksdel. För att inte maskineriet skulle bli för tungt, måste anspråken på ekonomi för backturbinen starkt reduceras, och följden av detta blev att backeffekten blev ganska dålig, särskilt om ångpannorna inte var stora nog. 

#### Kuggväxeln
AB De Lavals ångturbin planerade redan 1904 marina ångturbiner med kuggväxel, men planerna kom ej till utförande på grund av motstånd från marina sakkunniga. 1910 byggde Parsons det första ångturbinmaskineriet med kuggväxel i lastångaren Vespasian om 4 350 ton och omkr. 1 100 axelhästkrafter. Parsons använde även där sin seriekoppling, det vill säga i detta fall en högtrycks- och en lågtrycksturbin, vilka med hjälp av kuggdrev arbetade på ett gemensamt långsammare roterande kugghjul, direkt kopplat med propelleraxeln. Propellervarvtalet kunde nu hållas nere i det vid lastångare normala genom att ångturbinerna arbetade med ett många gånger högre varvtal. Genom kuggväxelns införande började en storartad utveckling på det maritima ångturbinsområdet.

#### Turbo-elektrisk drift
Ett annat sätt att komma till rätta med problemen med den stora skillnaden i varvtal mellan turbinen och propelleraxeln är att använda sig av turbo-elektrisk drift. Alltså att ångturbinen kopplas till en växelströmsgenerator, och propelleraxeln drivs av en elektrisk motor, som får sin ström från ångturbingeneratorn. Genom omkastning av polerna kan man backa utan att ångturbinens rotationsriktning behöver ändras. Fördelarna hos den elektriska utväxlingen ligger framför allt i att ångturbinen är helt oberoende av propelleraxeln. Olägenheterna är å andra sidan stora. Anläggningen blir tung och dyr, och verkningsgraden nedsättes genom generator- och elektromotorförlusterna.